# Chenoprosopus

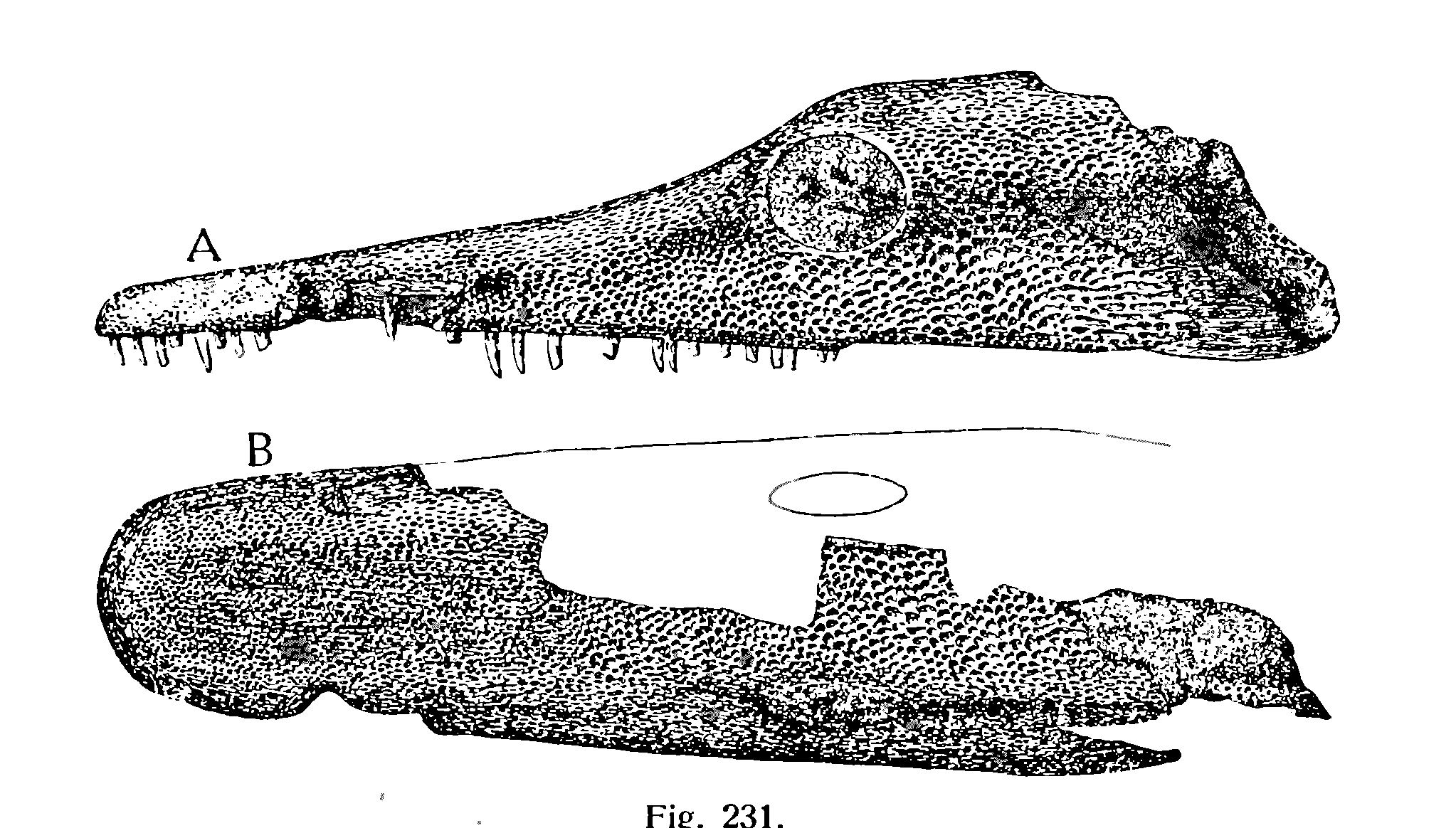
cráneo de Chenoprosopus milleri

Chenoprosopus es un género extinto de anfibios temnospóndilos.